# Володимир Святославич (князь новгородський)
Володимир Святославич (у хрещенні, ймовірно, Борис; ?—1201) — князь новгородський (1180—1181), вщизький (1181—1201). Син великого князя київського та князя чернігівського Святослава Всеволодовича.

## Біографія
Під час усобиці 1174—1176 років у північно-східній Русі між потомками Юрія Долгорукого, вирушив разом з князями Михалком та Ростиславом Юрійовичам в похід. 1178 року ходив в похід на Рязанську землю та взяв участь в розгромі Гліба Ростиславича. 
З 1180 року почав княжити в Новгороді. Проте невдовзі боротьба за вплив у Рязанському князівстві між батьком Володимира, Святославом, та владимирським князем, Всеволодом Юрійовичем розладнала їхній союз. Володимир ходив разом з новгородцями на підтримку батька в північно-східну Русь, але цей похід не приніс бажаних результатів. Тому вже у 1181 році новгородці вигнали Володимира та послали за князем до Всеволода.
У 1184 році, після укладення миру між Ольговичами та Юрійовичами ходив разом з Всеволодом Юрійовичем в похід на Волзьку Булгарію. 1191 року брав участь в невдалому поході Ігоря Святославича на половців. Про його уділ в цей час нічого не відомо. За версією Л. Войтовича княжив у Вщижі. Помер 1201 року.

## Сім'я
У 1180 році одружився з дочкою Михайла Юрійовича, Пребраною-Марією. У Любецькому синодику згадуються князі Філіп та Святослав Володимировичі, які могли бути синами Володимира Святославича.